# Волшебная страна (спектакль)
Волшебная страна — спектакль ростовского театра «18+», поставленный в 2017 году Всеволодом Лисовским по одноименной книге Максима Белозора.

## О спектакле
- Литературная основа — Максим Белозор, «Волшебная страна»[4].
- Режиссёр — Всеволод Лисовский.
- Художник — Сергей Сапожников.
- Актёры — Светлана Башкирова, Елена Пономарева, Александр Овсянников, Владимир Василатов, Юрий Арефьев, Александр Кислов[3].

Героями спектакля являются ростовские легенды 80-х годов, художники, поэты, музыканты — Авдей Тер-Оганьян, Александр Брунько, Сергей Тимофеев, Николай Константинов, Мирослав Немиров, Василий Слепченко, Игорь Буренин, Валерий Кульченко, Игорь Давтян, Павел Пипенко, Марина Саакян, Сергей Назаров, Леонид Стуканов… Большая часть персонажей принадлежала к знаменитому ростовскому товариществу «Искусство или смерть».
Авторский подзаголовок спектакля — «Веселый спектакль о смерти». Режиссёр Всеволод Лисовский определяет жанр данного спектакля как «сайт-специфик» (англ. site-specific — связанный с местом).
«Волшебная страна» задумана как спектакль-путешествие, действие его происходит не на сцене театра «18+», а на улицах Ростова-на-Дону. Маршрут спектакля включает локации, скрытые от глаз постоянных жителей Ростова и не входящие в стандартный туристический маршрут гостей города. Большая часть локаций расположена в районе Красных Зорь — Державинский — Университетский.
16 апреля 2019 года на исторической сцене Большого театра было объявлено, что спектакль «Волшебная страна» стал лауреатом национальной театральной премии «Золотая маска» в номинации «Эксперимент».

## История постановки
В июне 2017 года Фонд Михаила Прохорова в рамках открытого благотворительного конкурса «Новый театр» выделил средства по заявке ростовского фонда развития современного искусства и культуры «Дон» на постановку совместно с ростовским театром «18+» спектакля Всеволода Лисовского «Волшебная страна».

## Цитаты
- «Есть променады, есть иммерсивные спектакли. Этот — сайт-специфик, где отыгрываются именно локации. Работа в городе — один из основных трендов современного театра. Поэтому его нельзя никуда вывезти и играть в других локациях. Он может существовать только здесь. Это про конкретных людей, конкретные обстоятельства — это диктат жанра сайт-специфик»[1] — Всеволод Лисовский, 2017.
- «Коллективно переживаемое преображение жизни — опыт ростовской молодости, который Лисовский сегодня воссоздает художественными средствами. Он делал это в „Акын-опере“ на сцене „Театра.doc“ — трудовые мигранты из Средней Азии рассказывали бесхитростные истории о жизни в Москве; метаморфоза происходила, когда они брали в руки старинные музыкальные инструменты и извлекали завораживающие звуки. Свой собственный театр он назвал „Трансформатор.doc“ — в „Неявных воздействиях“ мы вместе с артистами трансформировали обыденность, когда шли толпой задом наперед через торговый центр или протекали сообща через уличный ресторан. В „Волшебной стране“ трансформатор запускается, когда из стены выступает бабочка, мы видим это на трезвую голову — а дальше уже сами трансформируем ландшафт»[2] — Елена Ковальская, 2017.
- «Граффити возникает в спектакле не случайно. Ответственный за „картинку“ известный художник и фотограф Сергей Сапожников глубоко и подробно занимался стрит-артом. И надписи — на стенах, тротуаре, растяжках и даже висящем на веревке белье — стали органичной частью спектакля. Главная, ключевая фраза каждого анекдота не произносится, она написана, что принуждает аудиторию с особенной интенсивностью прочитывать ее, проживать. Каждому зрителю приходится активно соучаствовать, становиться не только воспринимающим, но и производящим. Слово произнесенное дополняется написанным, входит в контекст Ростова как города южного, пассионарного, творческого — но и замусоренного. И сами актеры, внезапно появляющиеся из укромных углов, — словно граффити, незаконные и яркие штрихи альтернативной культуры»[3] — Вера Сердечная, 2017.